# Aspectisme
L'aspectisme est une forme d'art visuel qui vise seulement à représenter l'apparence visuelle (en).

## Source de la traduction
- (en) Cet article est partiellement ou en totalité issu de l’article de Wikipédia en anglais intitulé « Aspectism » (voir la liste des auteurs).